# Iliciovca
Iliciovca – miejscowość i gmina w Mołdawii, w rejonie Florești. W 2014 roku liczyła 1320 mieszkańców.